# キノロン
キノロン(Quinolone)とは、キノリン骨格の1ヶ所をカルボニル基で置き換えた構造を持つ化合物の総称である。ただし医療分野で単に「キノロン」と言った場合には、4-キノロン骨格を持った合成抗菌薬の系列の一つを指す場合がほとんどである。キノロン系抗菌剤ともいわれる。
キノロン系抗菌剤は、DNAジャイレースの働きを阻害することによって細菌の増殖を妨げる。
ナリジクス酸は、第I世代のキノロンであり、ここに様々な置換基を付与することによって、様々な抗菌スペクトルを持った化合物が生み出された。

## 主なキノロン系抗菌薬

### オールドキノロン
初期に開発されたキノロン系抗菌薬はオールドキノロンと呼ばれ、いずれも適応症はほぼ尿路感染症に限定される。
オールドキノロンの代表的なものとしてナリジクス酸、ピペミド酸、シノキサシンなどがある。

### ニューキノロン
1980年代に日本で開発されたノルフロキサシンは、それまでのキノロン系抗菌薬と比べ、グラム陽性菌に対する抗菌作用が強かった。それ以降に開発されたキノロン系抗菌薬は、それまでのものと区別されニューキノロンと呼ばれる。
ニューキノロンの代表例としてオフロキサシン、ロメフロキサシン、シプロフロキサシンなどがあげられる。